# Tenue correcte exigée
Pour plus de détails, voir Fiche technique et Distribution.
Tenue correcte exigée est un film français réalisé par Philippe Lioret, sorti en 1997.

## Synopsis
Ce soir, World Business Forum à l'hôtel Charles VII. Le rendez-vous annuel du gratin de la planète, de l'élite.
Devant l'hôtel, assis sous l'abribus, il y a un type avec un chien.
Dans l'hôtel, il y a un directeur très mafieux, un concierge très anxieux et un chasseur un peu niais. Il y a aussi une prostituée de luxe qui court après son argent, un chauffeur de taxi en pétard, un garde du corps américain, un maître d'hôtel observateur, un éleveur de poules et un ministre qui prend la pluie.
Il y a aussi le gouverneur de l'Iowa, avec sa femme qui a été, il y a longtemps, la femme du type au chien assis sous l'abribus.

## Fiche technique
Source : IMDb, sauf mention contraire
- Titre : Tenue correcte exigée
- Réalisation : Philippe Lioret, assisté d'Emmanuel Hamon
- Scénario : Sandra Joxe, Jean-Louis Leconte et  Philippe Lioret
- Photographie : Gérard Simon
- Montage : Marianne Leroy
- Musique : Maurice Vander
- Décors : Aline Bonetto
- Scripte : Béatrice Pollet
- Producteur : Frédéric Brillion, Gilles Legrand
- Société de production : Canal+ Productions, Centre National de la Cinématographie (CNC)
- Société de distribution :
- Format : couleur - 2,35:1 - 35 mm
- Pays d'origine :  France
- Genre : Comédie
- Durée : 93 minutes
- Date de sortie :	
  -  France : 26 mars 1997

## Distribution
- Jacques Gamblin : Richard Poulenc
- Zabou : Catherine Sperry, la femme de Richard
- Elsa Zylberstein : Lucie, prostituée de luxe
- Jean Yanne : le directeur de l'hôtel, M. Brucker
- Daniel Prévost : le concierge de l'hôtel, M. Bardon
- Christian Sinniger : le chasseur d'hôtel, Maurice
- Philippe Beglia : Donald Sperry, gouverneur de l'Iowa, marié à « Katie »
- Philippe Cariou : Schwarzy, l'audit polymorphe
- Zinedine Soualem : le chauffeur de taxi
- Jean-François Perrier : Walter, un serveur de l'hôtel
- Urbain Cancelier : Raoul Duchemin, éleveur de poules de Vesoul
- Fabienne Chaudat : Rose Duchemin, la femme de Raoul
- Yves Afonso : Jacquot, le SDF
- François-Régis Marchasson : M. Cimié, le ministre
- Philippe Magnan : le substitut du procureur
- Jean-Paul Farré : l'avocat de Richard
- Jacques Boudet : le juge
- Alain MacMoy : le commissaire Bérot, de la Brigade mondaine
- Blandine Pélissier : Mme Cimié, l'épouse du ministre
- Cécile Pallas : Véro
- Julie Mauduech : L'hôtesse du vestiaire

## Production

### Lieux de tournage
- L'hôtel « Charles VII » qui sert de cadre principal au film est en fait l'hôtel Royal Monceau avenue Hoche à Paris (8e arrondissement).